# Candovia
Candovia is een geslacht van Phasmatodea uit de familie Diapheromeridae. De wetenschappelijke naam van dit geslacht is voor het eerst geldig gepubliceerd in 1875 door Carl Stål.

## Soorten
Het geslacht Candovia omvat de volgende soorten:
- Candovia aberrata (Brunner von Wattenwyl, 1907)
- Candovia annulata (Brunner von Wattenwyl, 1907)
- Candovia coenosa (Gray, 1833)
- Candovia evoneobertii (Zompro & Adis, 2001)
- Candovia granulosa (Brunner von Wattenwyl, 1907)
- Candovia pallida (Sjöstedt, 1918)
- Candovia peridromes (Westwood, 1859)
- Candovia robinsoni Brock & Hasenpusch, 2007
- Candovia spurcata (Brunner von Wattenwyl, 1907)
- Candovia strumosa (Redtenbacher, 1908)